# Podophyllum
Podophyllum és un gènere amb sis espècies de plantes perennes herbàcies dins la família Berberidaceae, és nadiu de l'est d'Àsia (cinc espècies) i est de Nord-amèrica (una espècie, P. peltatum). Normalment creixen clonalment des d'una sola arrel.
Les tiges fan de 30 a 40 cm d'alt amb fulles palmades i lobulades de 20 a 40 cm de diàmetre. Tenen un rizoma subterrani; algunes tiges floreixen i fan fruit carnós d'un 5 cm, que és comestible, però les altres parts de la planta són verinoses i fins i tot els fruits poden ser purgants.

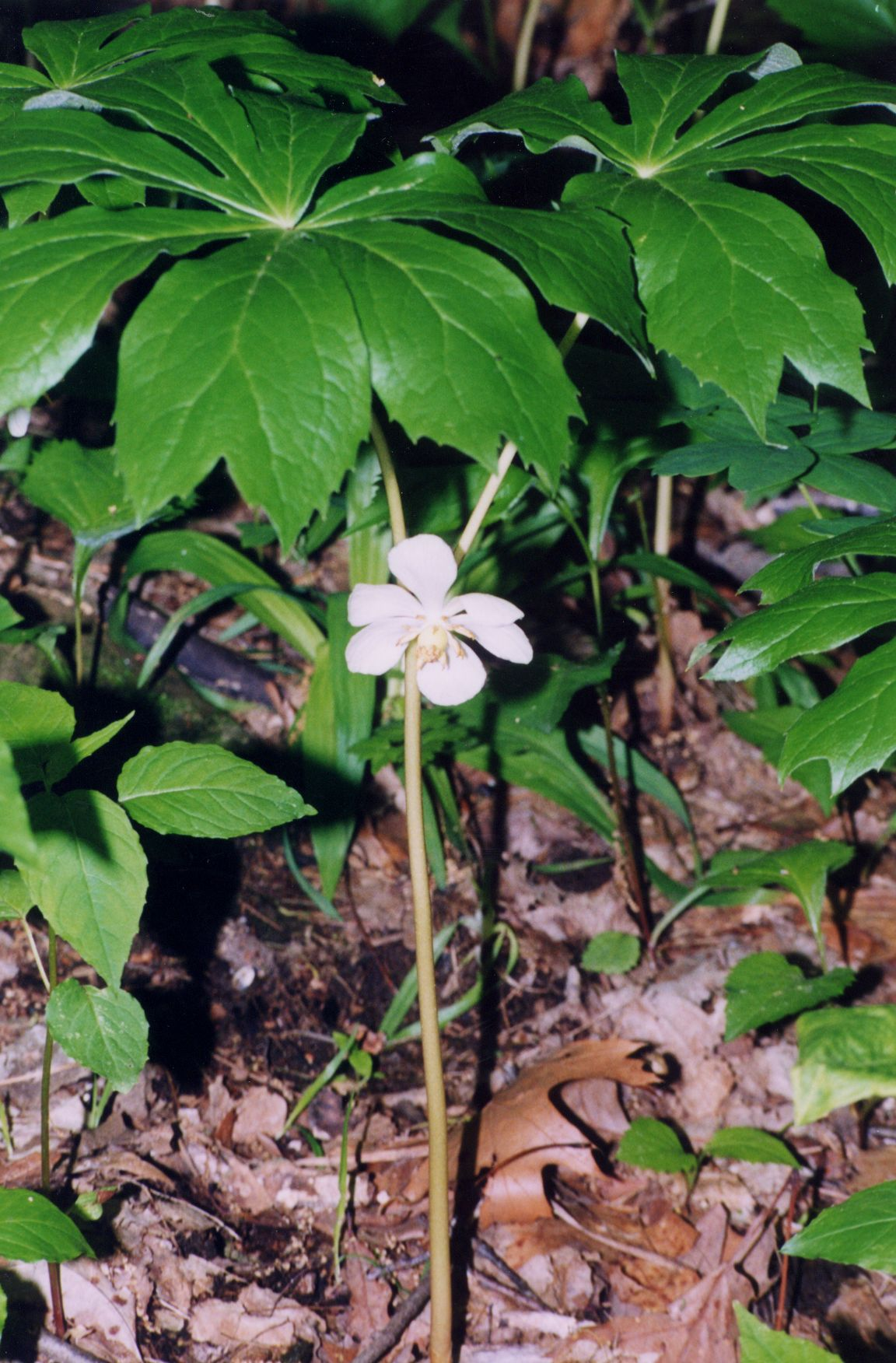
Podophyllum peltatum florit
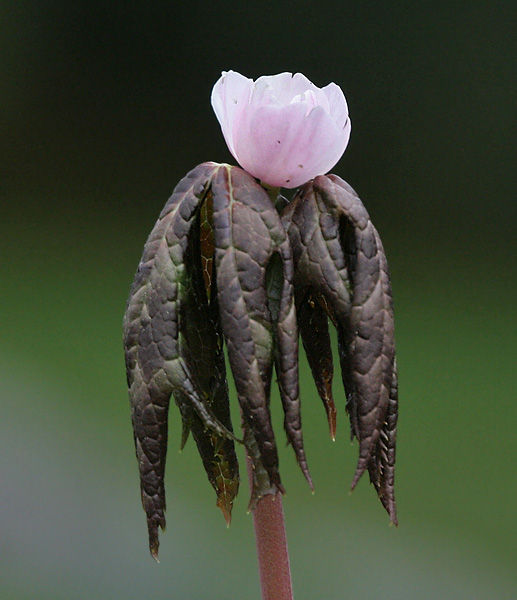
Podophyllum hexandrum, flors i fulles

## Taxonomia
- Podophyllum aurantiocaule (Yunnan).
- Podophyllum delavayi, Xina.
- Podophyllum hexandrum, Xina, Himàlaia.
- Podophyllum peltatum, Nord-amèrica.
- Podophyllum pleianthum, Xina.
- Podophyllum versipelle, Xina, Tibet.